# Condado de Effingham (Illinois)
El condado de Effingham (en inglés: Effingham County), fundado en 1831, es uno de 102 condados del estado estadounidense de Illinois. En el año 2000, el condado tenía una población de 34 264 habitantes y una densidad poblacional de 28 personas por km². La sede del condado es Effingham. El condado recibe su nombre en honor a Lord Edward Effingham. 

## Geografía
Según la Oficina del Censo, el condado tiene un área total de 577 km² (222,8 mi²), de la cual 576 km² (222,4 mi²) es tierra y 1 km² (0,3861003861 mi²) (0.14%) es agua.

### Condados adyacentes
- Condado de Cumberland (noreste)
- Condado de Jasper (este)
- Condado de Clay (sur)
- Condado de Fayette (oeste)
- Condado de Shelby (noroeste)

## Demografía
Según la Oficina del Censo en 2005, los ingresos medios por hogar en el condado eran de $31 816, y los ingresos medios por familia eran $38 750. Los hombres tenían unos ingresos medios de $27 165 frente a los $19 579 para las mujeres. La renta per cápita para el condado era de $16 187. Alrededor del 9.80% de la población estaban por debajo del umbral de pobreza.

## Transporte

### Autopistas principales
- Interestatal 57
- Interestatal 70
- US Route 40
- US Route 45
- Ruta de Illinois 32
- Ruta de Illinois 33
- Ruta de Illinois 128

## Municipalidades

### Ciudades
- Altamont
- Effingham

### Villas
- Beecher City
- Dieterich
- Edgewood
- Montrose (tres cuartos del lado oeste)
- Shumway
- Teutopolis
- Watson

## Municipios
El condado de Effingham está dividido en 15 municipios:
| - Banner - Bishop - Douglas - Jackson - Liberty | - Lucas - Mason - Moccasin - Mound - St. Francis | - Summit - Teutopolis - Union - Watson - West |  |